# Liste der denkmalgeschützten Objekte in Puchkirchen am Trattberg
Die Liste der denkmalgeschützten Objekte in Puchkirchen am Trattberg enthält die 3 denkmalgeschützten, unbeweglichen Objekte der oberösterreichischen Gemeinde Puchkirchen am Trattberg.

## Denkmäler
| Foto |                 | Denkmal                                                                                  | Standort                                       | Beschreibung | Metadaten |
| ---- | --------------- | ---------------------------------------------------------------------------------------- | ---------------------------------------------- | --- | --- |
| ja   | Datei hochladen | Friedhof und Friedhofskapelle HERIS-ID: 102489 Objekt-ID: 118899                         | gegenüber Puchkirchen 3 Standort KG: Trattberg | | BDA-Hist.: Q37790626 Status: § 2a Stand der BDA-Liste: 2025-06-30 Name: Friedhof und Friedhofskapelle GstNr.: 1648/2                                                                    |
| ja   | Datei hochladen | Pfarrhof HERIS-ID: 102492 Objekt-ID: 118902                                              | Puchkirchen 7 Standort KG: Trattberg           | | BDA-Hist.: Q37790652 Status: § 2a Stand der BDA-Liste: 2025-06-30 Name: Pfarrhof GstNr.: 922/1                                                                                          |
| ja   | Datei hochladen | Kath. Pfarrkirche hl. Jakobus und ehem. Friedhofsfläche HERIS-ID: 52495 Objekt-ID: 59398 | Puchkirchen 7 Standort KG: Trattberg           | Eine gotische Kirche, vermutlich aus dem 15. Jahrhundert. Das einschiffige Langhaus und der Kirchturm mit Spitzhelm wurden 1854 neu errichtet. | BDA-Hist.: Q25402867 Status: § 2a Stand der BDA-Liste: 2025-06-30 Name: Kath. Pfarrkirche hl. Jakobus und ehem. Friedhofsfläche GstNr.: 1704, 1649 Pfarrkirche Puchkirchen am Trattberg |